# Amets Arzallus
Amets Arzallus Antia (Hendaya, 9 de noviembre de 1983) es un periodista, versolari y escritor francés.

## Biografía
Hijo del conocido versolari Jesús Arzallus y hermano de la también versolari Maddalen Arzallus, nació y creció en Hendaya. Por la influencia de su familia, cuando era niño empezó en el versolarismo, a la vez que practicaba fútbol y pelota vasca. Estudió ciencias de la información en la facultad de Leioa  de la Universidad del País Vasco, después de pasar por la ikastola de Kanbo. Ha colaborado en diversos medios de comunicación como son la revista Argia, o Euskadi Irratia. además colabora con la asociación de versolaris de Hendaya en la que trabaja como profesor.
En sus comienzos ganó varios certámenes escritos como son: El concurso On Manuel Lekuona bertso-paper en 1997 y 1998, y el certamen de versos escritos de Leioa en 1999. En lo que se refiere a su participación en los campeonatos de versolaris, es el campeón de Navarra y el participante más joven de este campeonato ganando el campeonato consecutivamente desde 2000 hasta el año 2003.
Participó por primera vez en el Campeonato de versolaris del País Vasco en 2001 y donde llegó a clasificarse en las semifinales. En el campeonato de 2005 llegó a la final quedando en tercer lugar por detrás de Unai Iturriaga y el campeón Andoni Egaña. 4 años más tarde nuevamente en la final consiguió llegar a la última fase donde perdió la txapela ante la que sería la primera mujer ganadora del campeonato de Bertsos la hernaniense Maialen Lujanbio. En 2013 se volvería a ver las caras en el cara a cara de la final con la campeona Maialen Lujanbio pero está vez es Arzallus es que se pondría la txapela de campeón. En 2017 defendiendo el título consiguió la cuarta mejor puntuación del día
En 2016 con motivo de la capitalidad europea de la cultura de San Sebastián, protagoniza un documental dentro del proyecto de embajadas itinerantes Europa Transit, que recalo en diferentes ciudades europeas que son o han sido testigos de conflictos. Arzallus estuvo en contacto con músicos y poetas chipriotas que tuvieron experiencias con el éxodo chipriota.

## Bertsolaritza

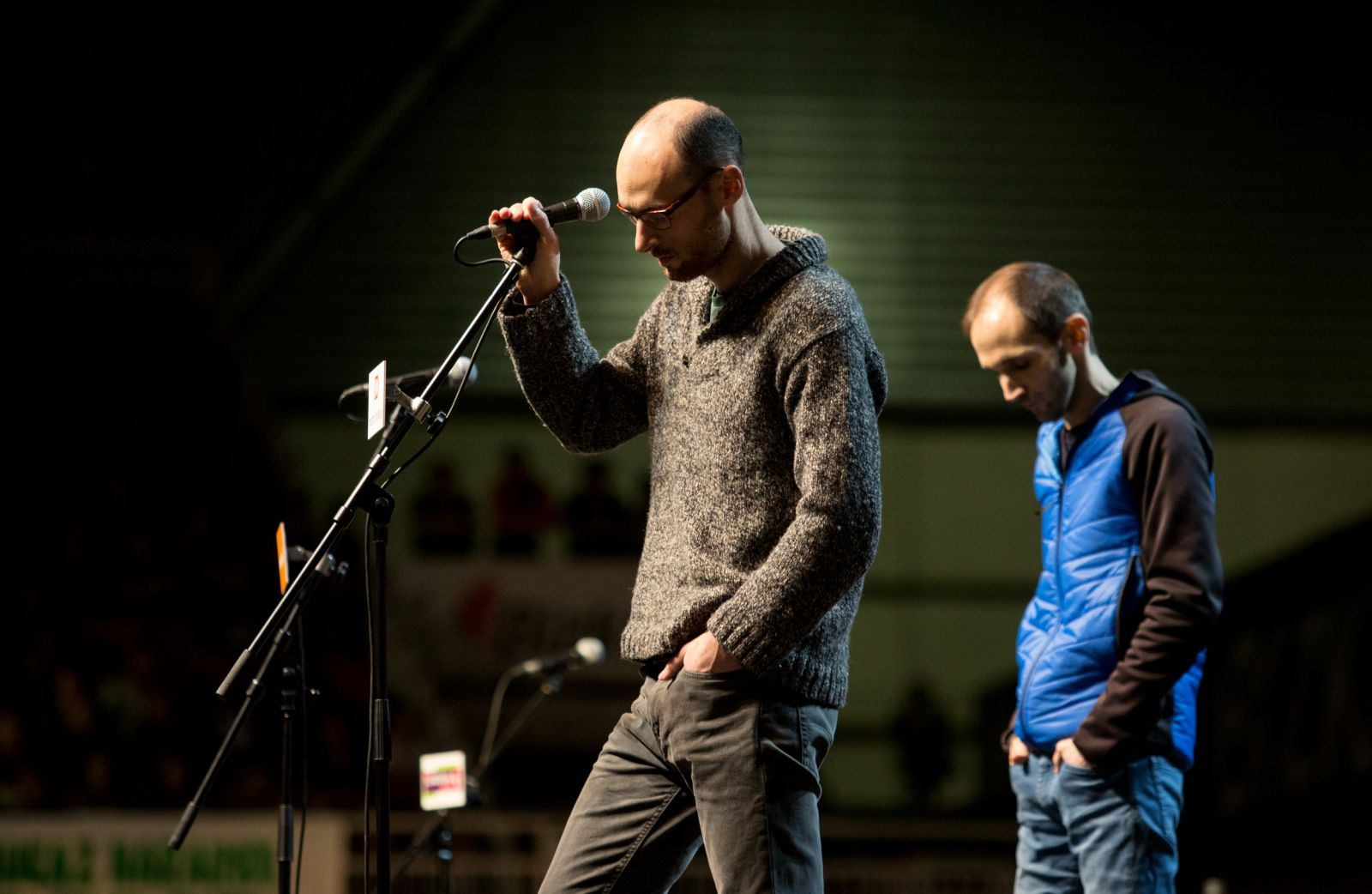
Amets Arzalluls en la final de 2017 con Sustrai Colina de fondo.

### Campeonatos
Campeonato nacional de bertsos:
- Bertsolari txapelketa nagusia 2017: finalista, tercer puesto.
- Bertsolari txapelketa nagusia 2013: campeón.
- Bertsolari txapelketa nagusia 2009: subcampeón.
- Bertsolari txapelketa nagusia 2005: finalista, tercer puesto.

Campeonato de Bertsos de Navarra:
- Campeonato de bertsos de Navarra 2000: campeón
- Campeonato de bertsos de Navarra 2001: campeón
- Campeonato de bertsos de Navarra 2002: campeón
- Campeonato de bertsos de Navarra 2003: campeón

Campeonato de Bertsos de Iparralde  (Xilaba Bertsulari Xapelketa):
- Campeonato de bertsos de Iparralde 2008: campeón
- Campeonato de bertsos de Iparralde 2010: campeón
- Campeonato de bertsos de Iparralde 2012: campeón
- Campeonato de bertsos de Iparralde 2016: subcampeón

Campeonato escolar de Euskadi:
Categoría de mayores 
- Campeón: 1997

Categoría de pequeños
- Campeón: 1996

## Literatura
- Illimani - Boliviako izpiak eta hizkiak.  ISBN 978-84-933946-5-3, Argia firme, 2006.[4]
- Hermanito. Coescrito con Ibrahima Balde. ISBNː 978-84-187334-20, Blackie Books, 2021.[5]